# Diaugasma
Diaugasma là một chi ốc biển, là động vật thân mềm chân bụng sống ở biển trong họ Conidae.

## Các loài
Các loài thuộc chi Diaugasma bao gồm:
- Diaugasma marchadi (Knudsen, 1956)[2]